# Makoto Tezuka
Makoto Tezuka (手塚 眞, Tezuka Makoto) nascut l'11 d'agost de 1961, oficialment romanitzat com a Macoto Tezka, és un director de cinema i anime japonès, nascut a Tòquio. Es modela com a visualista i participa en la creació d'imatges en moviment més enllà del cinema i l'animació. És propietari parcial de Tezuka Productions i va ajudar a publicar les obra pòstuma del seu pare, Osamu Tezuka.
Tezuka dirigeix la seva pròpia empresa, Neontetra. És representant de la junta directiva de la Tezuka Osamu Cultural Foundation, productor i director del Memorial Hall de Tezuka Osamu, un ambaixador de la ciutat a la ciutat de Takarazuka a la prefectura de Hyogo, un membre del tribunal d'exàmens del Consell de Gestió de Proficiència d'Imatge del Japó i membre del Consell de Proeficiència d'Imatge del Japó.
Tezuka ensenya cinema a la Universitat Tecnològica de Tòquio i al Fòrum Image de Tòquio. Està casat amb l’artista de manga Reiko Okano. Tezuka és descendent de Hattori Hanzō, un ninja i samurai que va servir a Tokugawa Ieyasu durant el període Sengoku al Japó. Va supervisar la sèrie de manga Plutó de Naoki Urasawa i Takashi Nagasaki, ja que adapta l'arc de la història del seu pare Astro Boy.

## Biografia
Makoto Tezuka és el fill gran d'Osamu Tezuka. Va completar la seva educació primària i secundària a l'Acadèmia Seikei, coneguda com Seikei Gakuen. Makoto escriu al seu propi llibre que sempre va sentir que les obres del seu pare eren massa accessibles i disponibles per a ell que preferia buscar una altra cosa, per tant, mai va mostrar un gran interès a submergir-se en les obres del seu pare.
El primer avenç de Makoto va arribar quan encara era estudiant a l'Acadèmia Seikei i va fer la pel·lícula de 8 mm "Fantastic Party", que va ser seleccionada per a un premi especial dedicat als estudiants de secundària amb talent en un festival de cinema especialitzat en pel·lícules de 8 mm. Nagisa Oshima, que va ser un dels jurats del festival, i altres personatges destacats de la indústria cinematogràfica van elogiar el treball de Macoto. Després del seu avenç, les seves obres "UNK" i "High-School Terror" va ser seleccionat per al Festival de Cinema de Pia. El curtmetratge de MaKoto "High School Terror" va ser una peça pionera per al boom del gènere del cinema de terror japonès.
Makoto es va unir a la Universitat Nihon, Departament de Cinema de la Facultat d'Arts, i va dirigir una altra pel·lícula de 8 mm "MOMENT" el 1981. La pel·lícula va guanyar popularitat entre els joves. Mentre encara era a la universitat, Makoto va dirigir el seu primer llargmetratge "The Legend of the Stardust Brothers" el 1985 estrenat als cinemes, en col·laboració amb el músic Haruo Chikada. Des d'aleshores, Makoto treballa en el camp de la realització de llargmetratges, sèries de televisió, cinema d'art i PV com a visualista.
El 1991 va dirigir "Todai-ji Densetsu Kongo Kitan (la llegenda de Todai-ji) que es va produir quan la producció de televisió d'alta definició estava sorgint. El mateix any, Makoto també va dirigir una pel·lícula documental "-Akira Kurosawa-Eiga No Himitsu".
Makoto havia de dirigir un joc basat en la sèrie d'anime del seu pare Kimba the White Lion anomenat Emperor of the Jungle, que havia de ser coproduït amb Nintendo i llançat per a Nintendo 64. Tot i que les imatges del joc es van mostrar a Nintendo Space World 1996 i es va designar un llançament l'estiu de 1998, el joc va acabar cancel·lat a causa de problemes de desenvolupament.
El 1999, Makoto va dirigir "Hakuchi (l'innocent)", que li va trigar 10 anys a desenvolupar-se. Es va construir un gran plató de pel·lícula a la prefectura de Niigata al Japó. La pel·lícula va guanyar el premi digital al Festival Internacional de Cinema de Venècia i molts altres premis internacionals i nacionals. La pel·lícula va fer una gira per Corea del Sud, diversos països d'Amèrica Llatina, a Europa, inclosa França, i també a Bahrain.
El 2001, Makoto va actuar com a director general de la cerimònia d'obertura dels "Jocs d'Àsia Oriental de 2001".
El 2003, Makoto va dirigir l'animació de televisió "Black Jack" (originalment escrita i il·lustrada per Osamu Tezuka) i va rebre un premi d'animació de Tòquio el 2006. Makoto també va supervisar la sèrie de manga "Pluto" (de Naoki Urasawa i Osamu Tezuka) que va rebre el premi al millor manga cultural del 9è Premi Tezuka de 20205 a Osamu205. Makoto va dirigir la producció escènica de "UZUMI" per a l'Exposició Mundial de 2005 a la prefectura d'Aichi.
El 2012, com a part del suport a la rehabilitació, Makoto va dirigir una pel·lícula documental "Ogatsu-Revival of the Houin Kagura Tradition" (produïda per la federació nacional d'associacions de la UNESCO al Japó). El tema de la pel·lícula tracta sobre la tradició cultural de la zona afectada pel gran terratrèmol del Japó oriental de l'11 de març de 2011.
El 2013, Makoto va dirigir "I am a shutter girl" com a part de la pel·lícula omnibus "Tokyo Shutter Girl" (el còmic original va ser escrit per Kennichi Kiriki). El 2014, Makoto va dirigir un curt d'animació inacabat d'Osamu Tezuka "Legend of the Forest". El 2016, Makoto va dirigir "The Brand New Legend of the Stardust Brothers", una seqüela de "The Legend of the Stardust Brothers" feta el 1985. La pel·lícula es va projectar al Festival Internacional de Cinema de Tòquio del mateix any.
El 2019, Makoto va dirigir "Barbara", escrita originalment per Osamu Tezuka. La pel·lícula compta amb Goro Inagaki i Fumi Nikaido, va ser rodada per Christopher Doyle i es va estrenar al 32è Festival Internacional de Cinema de Tòquio.

## Obres seleccionades

### Pel·lícula
| Any  | Pel·lícula                                                         | Acreditat com | Acreditat com | Acreditat com | Acreditat com | Notes |
| Any  | Pel·lícula                                                         | Director      | Escriptor     | Editor        | Productor     | Notes |
| ---- | ------------------------------------------------------------------ | ------------- | ------------- | ------------- | ------------- | --- |
| 1985 | The Legend of the Stardust Brothers (Hoshikuzu kyôdai no densetsu) | Sí            | Sí            | Sí            |               | |
| 1999 | Hakuchi                                                            | Sí            | Sí            |               |               | També coneguda com The Innocent                                                                           |
| 1999 | Jikken eiga                                                        | Sí            |               |               |               | Curtmetratge També coneguda com Experimental Film                                                         |
| 2004 | Shinkuronishiti                                                    | Sí            | Sí            |               |               | També coneguda com Black Kiss                                                                             |
| 2016 | Hoshikuzu kyôdai no aratana densetsu                               | Sí            | Sí            |               | Sí            | Seqüela de Hoshikuzu kyôdai no densetsu. També coneguda com The Brand New Legend of the Stardust Brothers |
| 2019 | Tezuka's Barbara                                                   | Sí            |               | Sí            |               | Adaptació del manga del seu pare Osamu Tezuka                                                             |

- A Man, A Woman And A City (una sèrie de curtmetratges per l’estrena de John Foxx, 2016)[7]

### Anime
- Akuemon (OVA): Director
- Black Jack (2004 TV): director
- Black Jack 21 (TV): Director
- Black Jack Special: The 4 Miracles of Life: Director
- Black Jack: The Two Doctors Of Darkness (pel·lícula): Director
- Dr. Pinoko no Mori no Bouken (pel·lícula): Supervisor

### Manga
- Pluto: Top Supervisor
- Atom: The Beginning: Supervisor

### Videojoc
- Fin Fin on Teo the Magic Planet: Director